# جيسوس غالديانو
جيسوس غالديانو (بالإسبانية: Jesús Galdeano)‏ (و. 1933 – 2017 م) هو راكب دراجة هوائية إسباني، شارك في طواف فرنسا، توفي في إستيا، عن عمر يناهز 84 عاماً.

## روابط خارجية
- جيسوس غالديانو على موقع أرشيف الدراجات (الإنجليزية)
- جيسوس غالديانو على موقع إحصائيات الدراجات الإحترافية (الإنجليزية)
- جيسوس غالديانو على موقع CycleBase (الإنجليزية)